# آرن (فرانسه)
آرن (به فرانسوی: Aren) یک کمون در فرانسه است که در Canton of Oloron-Sainte-Marie-Ouest واقع شده‌است.

## خصوصیات
آرن ۷٫۳۹ کیلومترمربع مساحت و ۲۰۷ نفر جمعیت دارد و ۲۰۵ متر بالاتر از سطح دریا واقع شده‌است.

## نگارخانه

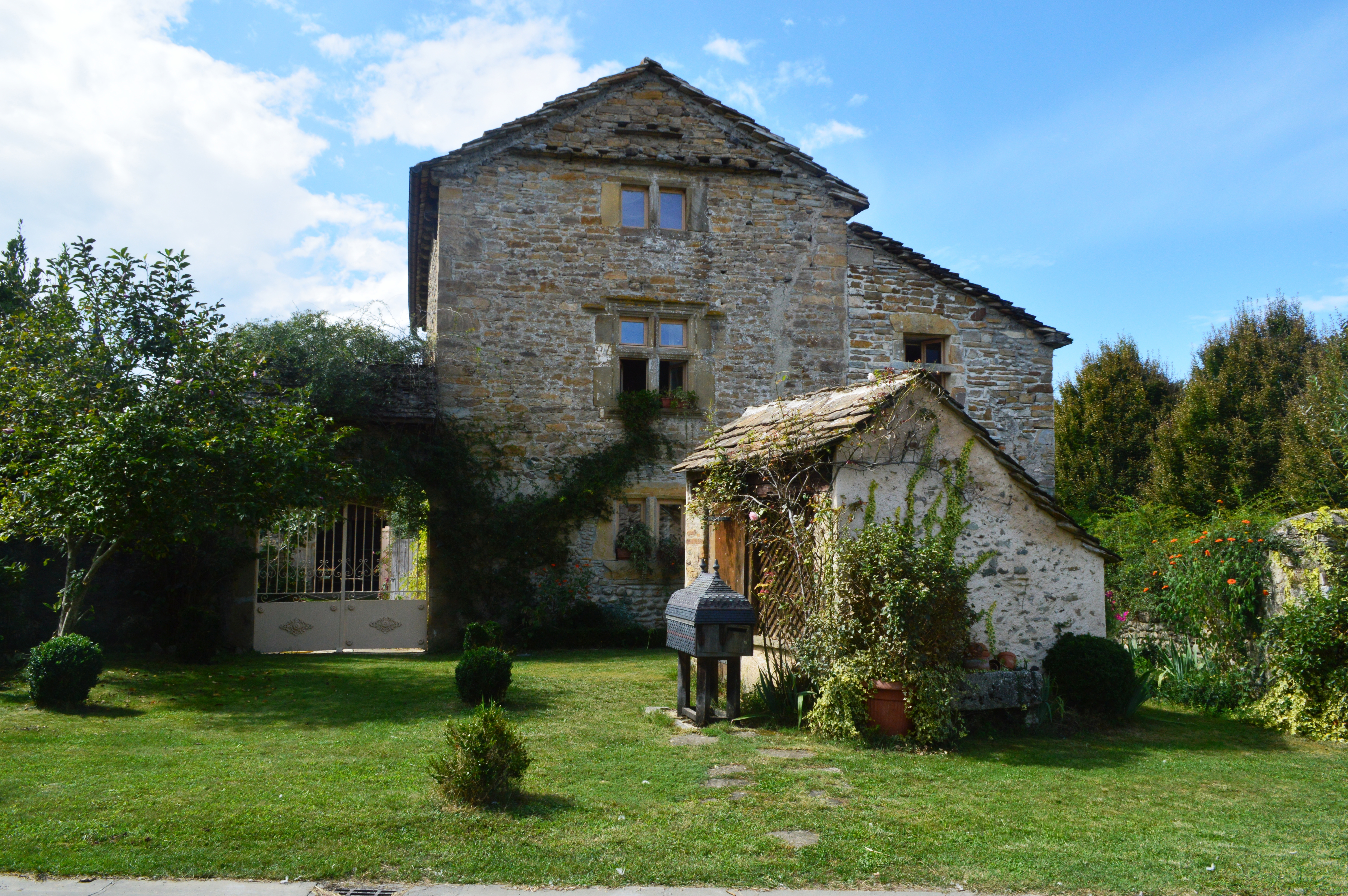
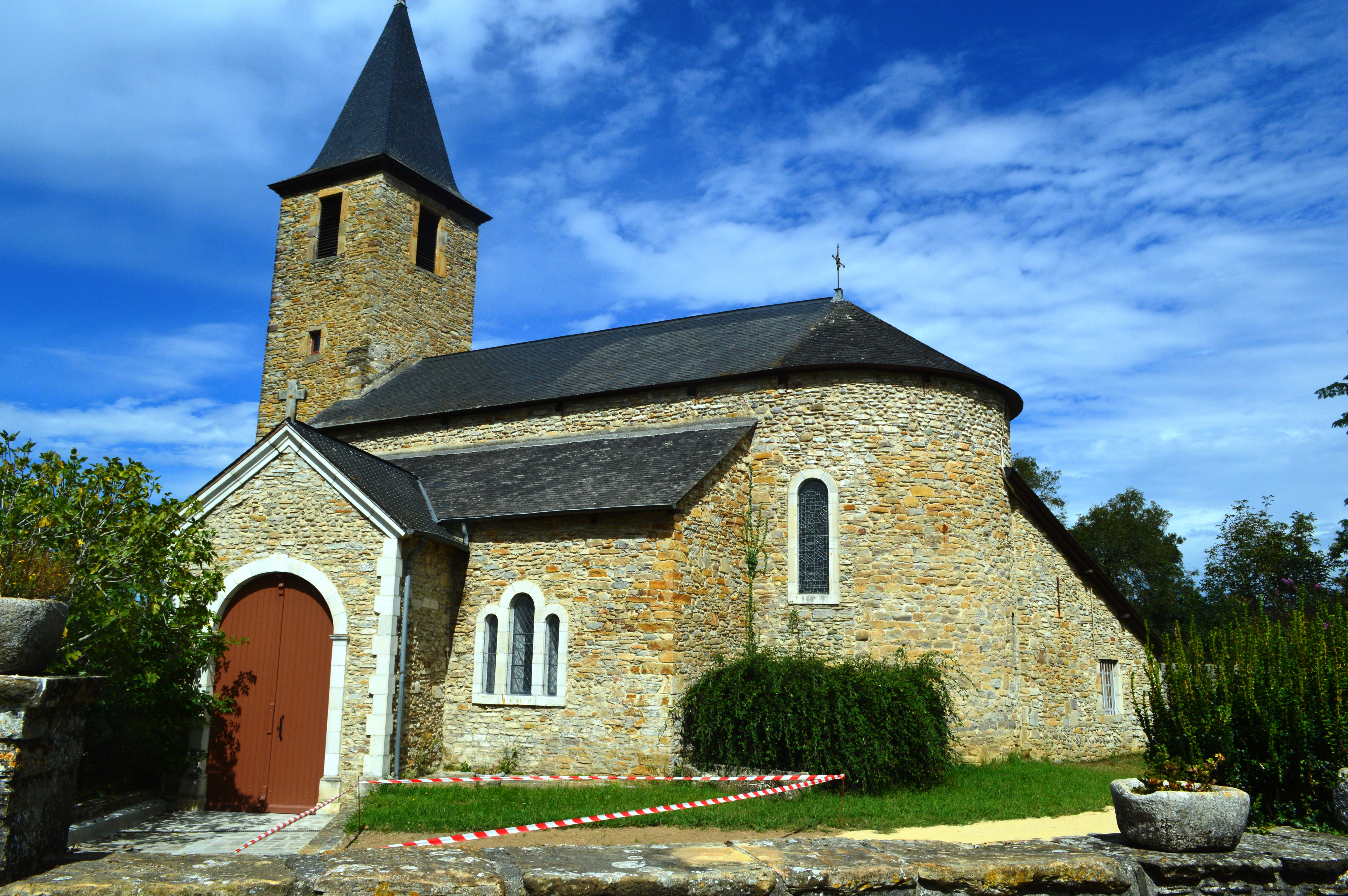
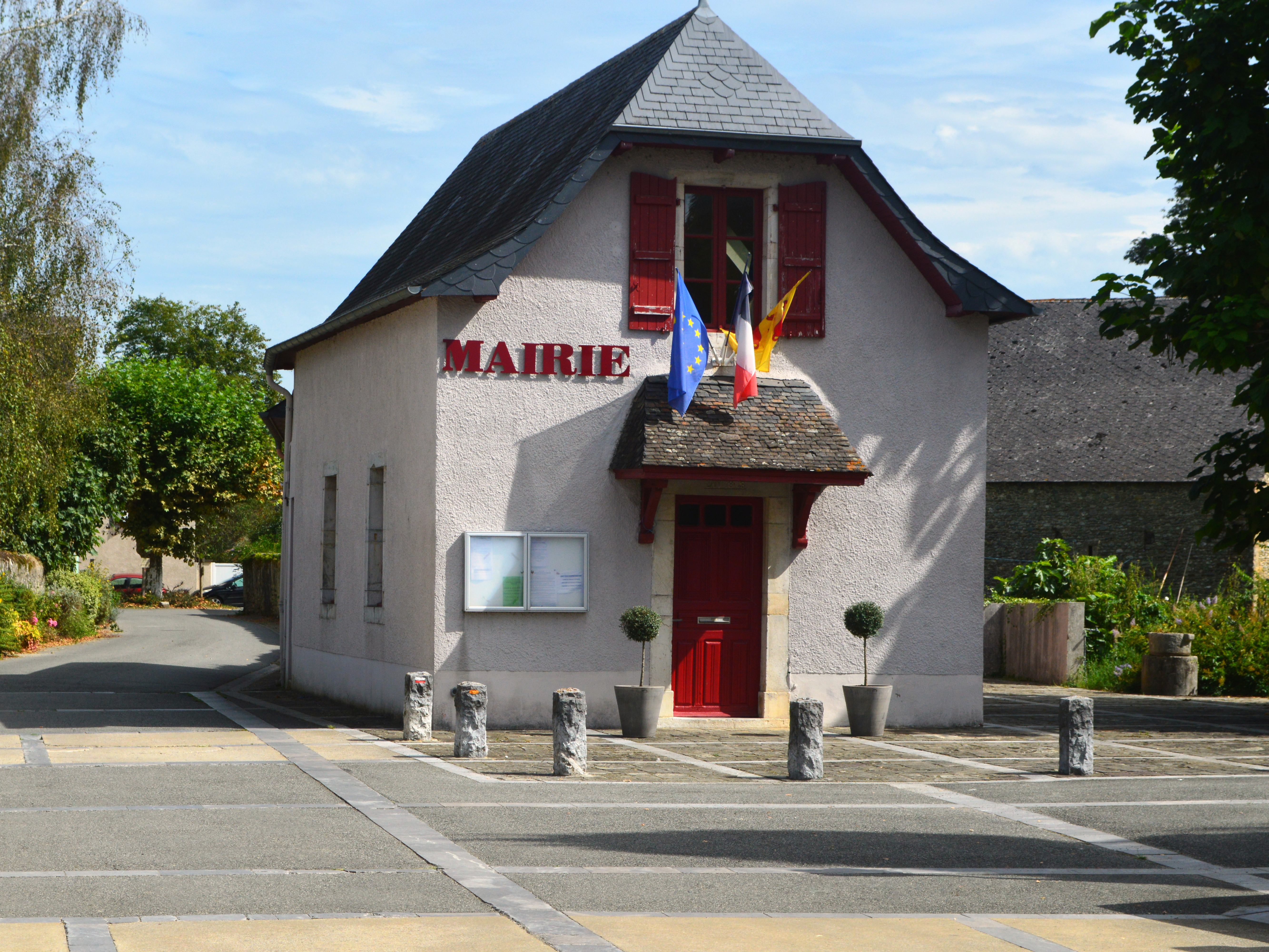
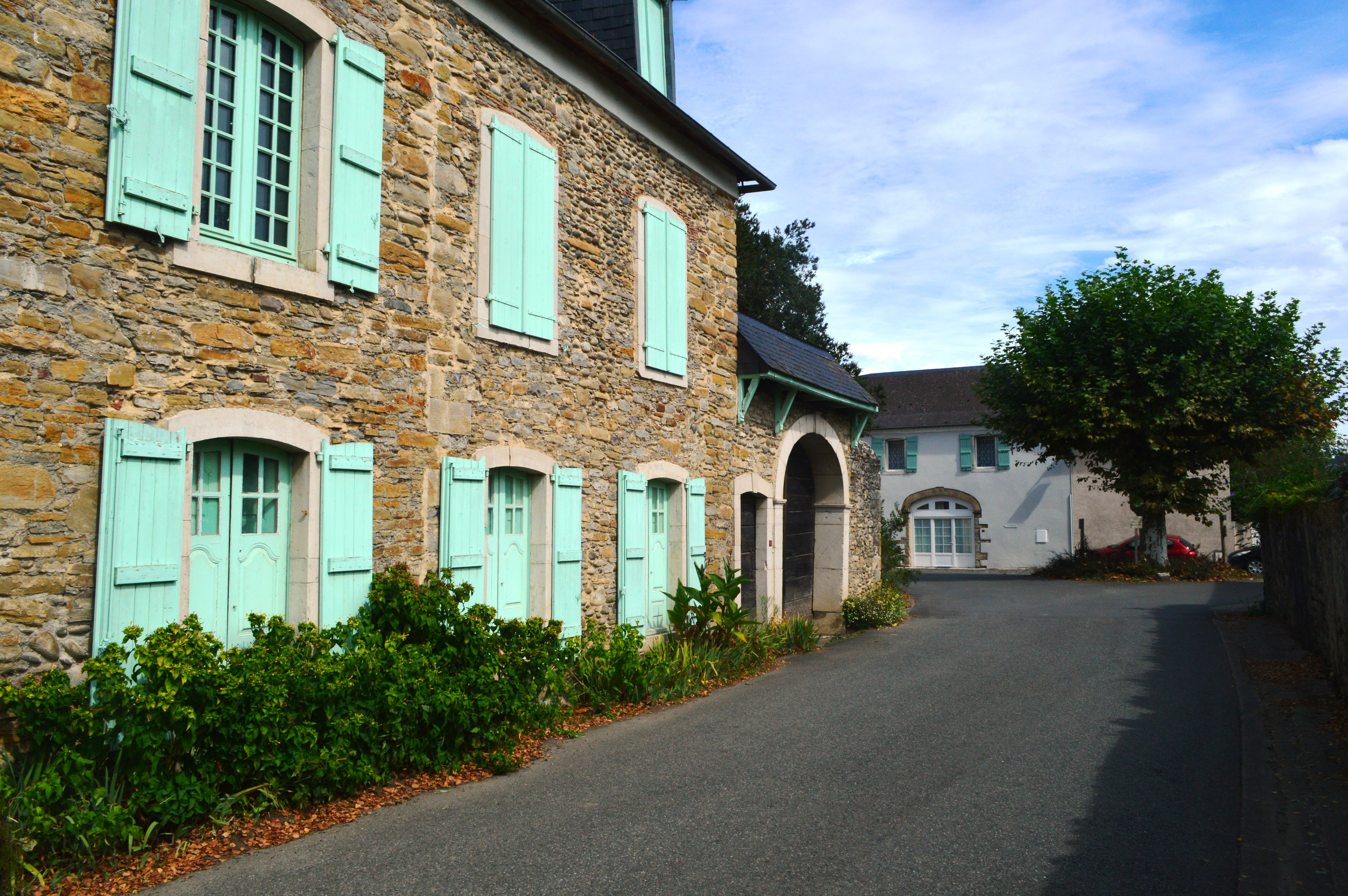
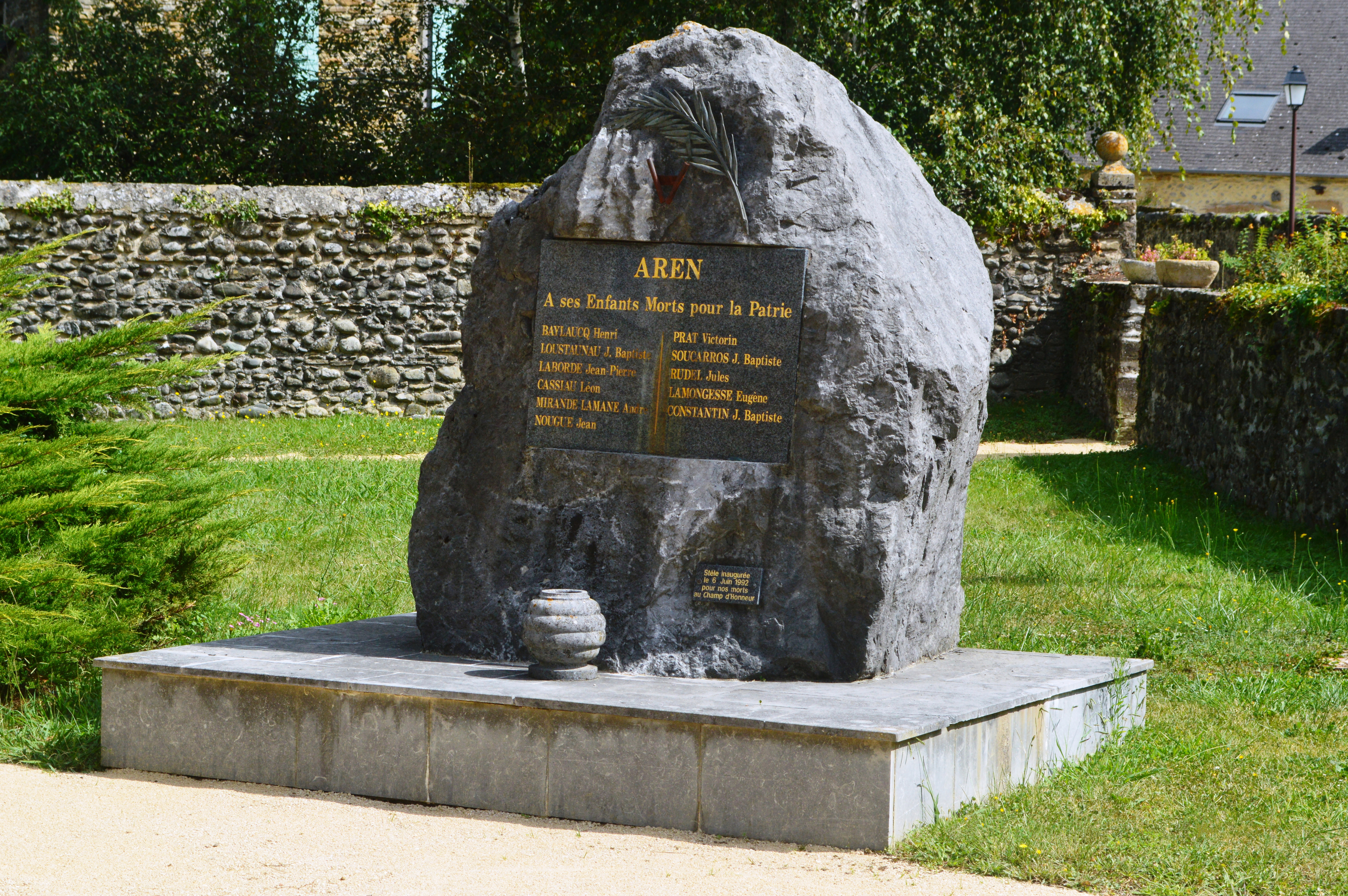
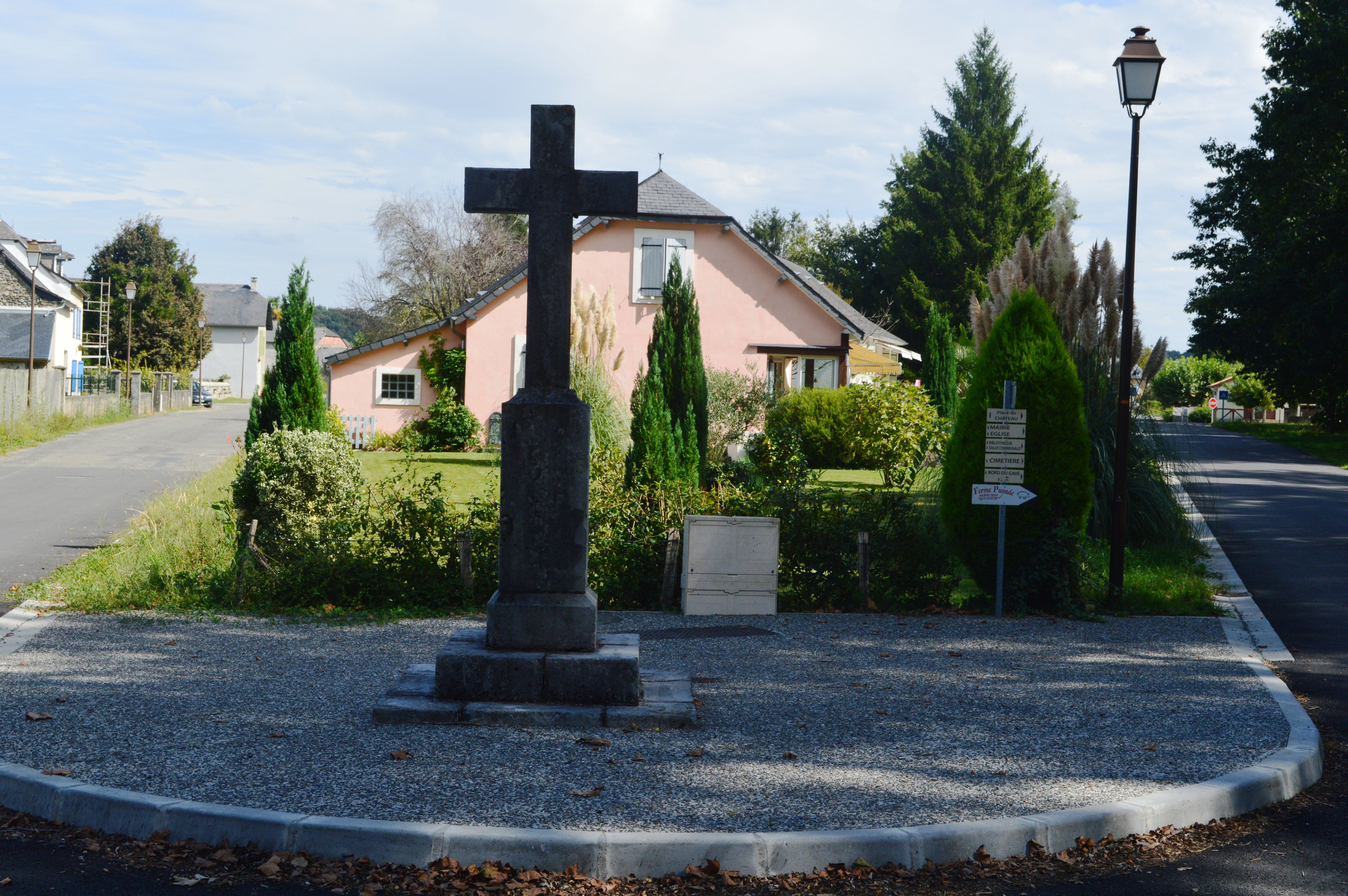
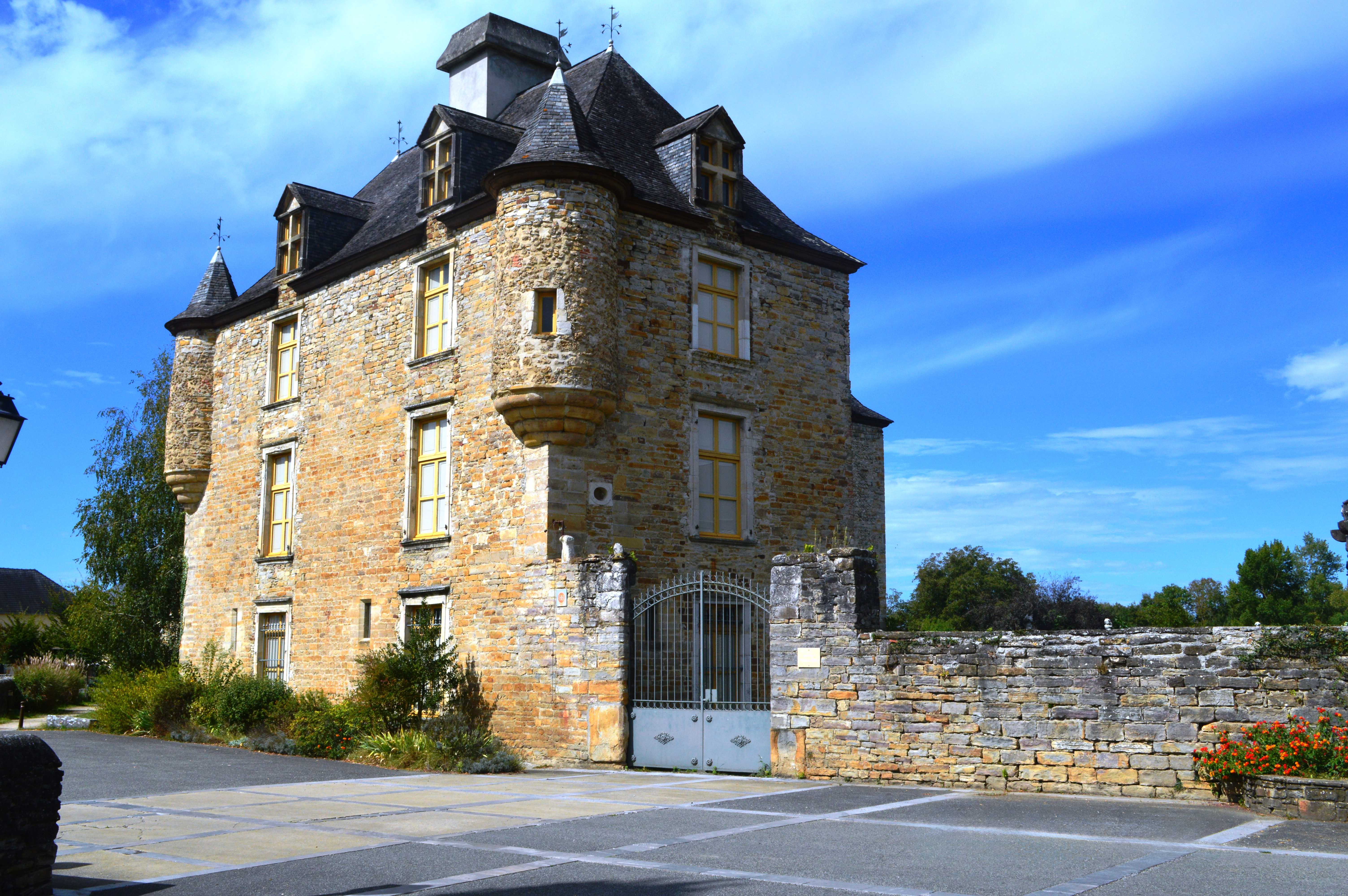